# 相原尚褧

岐阜事件を描いた歌川豊宣『板垣君遭難之図』。画面左側に取り押さえられる相原尚褧を描く。

相原 尚褧（あいはら なおふみ、1854年頃 - 1889年頃）は、明治時代の士族、小学校教員。1882年（明治15年）4月6日、全国遊説中の自由党総理（党首）・板垣退助の殺害を図ったことで知られている（岐阜事件）。

## 生涯

### 生い立ち
父・相原仙友（旧名は七郎兵衛）、母・かくの長男として尾張国名古屋御添地にて出生。幼名は「松之丞」。犯行時の年齢は27歳10か月。仙友は名古屋藩主・徳川慶勝に副家知事として仕える200石（小納戸詰家禄150石・役禄50石）取りの武士。尾張徳川藩は戊辰戦争では、官軍に属して忠義を示したにもかかわらず、著名な元勲も出せず明治維新を迎えて世間に埋没し不満を募らせていた。一家は愛知県愛知郡田代村143番地に転居。相原尚褧は仙友の長男で先妻の子、弟以下は継妻の子であった。尚褧の義弟（次男）・尚宝は石橋智空の養子となり、22歳で有栖川宮の家従となって一家を支えた。三男・尚友、四男・尚春、ほか女子3人がいた。

### 就学と就職
尚褧は1879年（明治12年）1月に愛知県師範学校に入学、1881年（明治14年）2月に卒業し、その月から丹羽郡稲置村の犬山小学校の訓導となった。しかし、すぐに南設楽郡田原村の小学校に転勤（同年5月）、同年10月には病気のため2か月間休職。病気の回復のため塩風に当たることができる環境を希望し、同年12月8日に知多郡横須賀村の横須賀小学校に転勤した。短い間に転勤を繰り返し、また休職を間にはさんだため、訓導ではありながら辞令は受け取っていなかった。

### 性格と思想
頑固で偏った考えを持つ性質があり、様々な考えをもつ他人との交流はあまり好まなかった。政党など政治結社には所属していなかった が、官権派の『東京日日新聞』に心酔しており、「漸進主義」を奉じていた。そのため、自由党をはじめとする民権派に対して強い反感を持っていたが、1881年（明治14年）10月12日に「国会開設の詔」が発せられ、1890年（明治23年）に議員を召集し、国会を開催するとの国是が定まってからも、不敬事件 など急進的な活動が止まない ため、このままでは国家のためにならないと思い、民権派の首領である板垣の殺害を考えるようになった。

### 事件の勃発から収監まで
1882年（明治15年）3月31日に板垣殺害を決意。その夜、父母兄弟と学務委員等に宛てて遺書をしたためる。4月1日に横須賀村を出発、同日、名古屋の古道具屋で犯行に使うための短刀を購入。また、各種新聞を購入し、これを読みながら4月3日まで名古屋に逗留。4月4日に岐阜に向けて出発、名古屋で知り合いに教えられた春陽舎を訪ねるが、自由党の懇親会に関する情報は得られず。玉井屋旅館に懇親会事務所が置かれていることを聞きつけ、4日の宿泊と懇親会への列席を申し込み、鑑札を受領。翌5日は自由党の板垣一行が宿泊するとのことで、これを避けるため5日については別な旅館を紹介してくれるよう依頼。

### 「板垣死すとも自由は死せず」
「板垣死すとも自由は死せず」という有名な言葉は、板垣が襲撃を受けた際に、相原に対し発せられた言葉であると言われている。
かつて『報知新聞』の記者であった某氏は、この「『板垣死すとも自由は死せず』の言葉は、内藤魯一が事件時に叫んだ言葉であり、内藤が板垣が叫んだ事にした」という事を聞き取材を重ねたが、それを裏付ける証拠が無く記事にする事を断念した。板垣自身は、当時の様子を下記のように記している。
4月6日の事件後すぐに出された4月11日付の『大阪朝日新聞』においても、「板垣は『板垣は死すとも自由は亡びませぬぞ』と叫んだ」と記されており、当時に於いてこれを否定する報道は一つも無いばかりか、事件現場の目撃者らを初め兇漢の相原尚褧自身もこれを否定していない。
さらに、近年、政府側の密偵で自由民権運動を監視していた立場の目撃者・岡本都嶼吉(岐阜県御嵩警察署御用掛)の報告書においても、板垣自身が同様の言葉を襲撃された際に叫んだという記録が発見され今日に至っている。
- 「板垣ハ死スルトモ自由ハ亡ヒス」（自由党の臨時報より）
- 「吾死スルトモ自由ハ死セン」（岐阜県御嵩警察署員(政府密偵)・岡本都嶼吉の上申書より）
- 「我今汝カ手ニ死スルコトアラントモ自由ハ永世不滅ナルヘキゾ」（岐阜県警部長・川俣正名の報告書より[26]）

なぜ咄嗟にあの発言が出来たのか
令和2年(2020年)に出された、中元崇智の研究によると、岐阜遭難事件の約1年半前の明治13年(1880年)11月、板垣が甲府瑞泉寺で政党演説を行い、主催者の峡中新報社の好意に対し、
と礼を述べ、さらに事件より半年前の明治14年(1881年)9月11日には、大阪中之島「自由亭」の懇親会で、
と発言しており、平素から自由主義に命をかける決意があったから、咄嗟の場であの発言が出来たというのが真相であろう。

### 特例恩赦による釈放
事件後、板垣退助自身が助命嘆願書を提出、極刑を避けられて無期懲役となる。『大日本帝国憲法』発布による恩赦に関しては、当初は「相原尚褧は国事犯ではない」とされ「恩赦」の規定外の扱いであった。これは、相原が暗殺を企てた当時、板垣退助は公職を辞し民間にあったため、単なる「民間人に対する殺害未遂」として裁かれた為である。しかし、板垣は自由民権運動の逮捕者が国事犯として恩赦の対象となり、また、板垣自身が相原に刺された際、明治天皇自らが「板垣は国家の元勲なり」と、勅使を差し向け見舞われた事などを挙げ、「民間人に対する殺害未遂」ではあるが「国事犯」としての要素を勘案すべきと主張し、3月13日、明治天皇へ恩赦歎願書を奉呈した。これにより、3月29日、相原は恩赦の対象となり釈放された。

### 改心と謝罪、失踪
明治22年(1889年)、相原尚褧が恩赦となった当時、板垣退助は東京市芝区愛宕町の寓居に住んでいたが、相原は河野廣中、八木原繁祉両氏の紹介状を得て、同年5月11日、八木原氏に伴われて板垣に謝罪に訪れた。板垣は相原に「この度は、つつがなく罪を償はれ出獄せられたとの由、退助に於ても恭悦に存じ候」と声をかけて以下のように述べた。
相原は畏まり両手をついて「明治15年(岐阜事件)の時の事は、今更、申すまでもございません」と謝し「更に、その後も小生の為に幾度も特赦のことを働きかけて下さった御厚意につきましては幾重にも感謝している次第であります」と深く礼を述べた。板垣は「私(退助)は今も昔もひとつも変わらず常に国家の事を考えて行動し、自ら『自分こそが国家の忠臣だ』と信じておりましたが、当時、貴殿は退助を以て社会の公敵と見做し刃を退助が腹に突き立てました。その二人が今は相い互いに相手の事を気遣って出会うとは、人の心の変遷はおかしなものです。しかしながら若(も)し今後、退助の行動が如何にも国家に不忠なりと思われることがあれば、その時はこう斬るなり、刺すなり君が思うままに振舞いめされよ」と改めて述べた。相原は恐縮し「恐入り恥じ入り申し候。僕は大人(たいじん)の器にあらず、殊更に天下(くに)を語るに足りません。浅学無才の徒でありますゆえ、先ず辺鄙(かたいなか)に往(ゆ)きて蟄居(ひきこも)り身を修めたいと思っております」と述べた。板垣は深く頷きながら、
と訊いた。相原は「僕は、先ずは無心に土壤(つち)を耕して日の光を感じ、雨の音を聞き、矩を越えず人のため、皇国(すめらみくに)の御為に陰ながら御奉公したいと思っております。これが私にとっての贖罪と申しましょうか。願はくば人知らぬ遠い北海道に身を移し、開拓に従事したいと考えております」と。それから両者は様々な話をしたが、相原が「そろそろ御暇を賜わる時間となりました」と言うと、板垣は起ち上がって「北地極寒、辺土慘烈と聞くが、御国の為めに自愛めされよ。退助は足下(きみ)の福運を祈り申し候」と声をかけ相原の再出発を見送った。
しかし相原は殖民開拓の為、北海道へ渡る途上、遠州灘付近で船上から失踪した。
船から落とされた、自殺した、または相原の背後で板垣殺人を企てていた組織に殺されたとも言われている。享年36歳。墓所は白金の立行寺。

## 伝記
岐阜事件の当日、泥酔して会場で不審な行動をしたため、板垣暗殺に協力したとの嫌疑を受け拘留された岐阜日日新聞記者・池田豊志知（名は「豊志智」とも） が、尚褧の釈放から間もない1889年（明治22年）7月に伝記を出版した。